# Václav Jehlička
Václav Jehlička, češki politik, * 24. marec 1948, Domažlice.
Med januarjem 2007 in majem 2009 je bil minister za kulturo Češke republike.